# Ética de la filantropía
La filantropía plantea una serie de cuestiones éticas:
- Cómo deben elegir los donantes a los beneficiarios y asegurarse de que sus donaciones sean efectivas.
- Qué prácticas de marketing son aceptables para los solicitantes de subvenciones.
- Qué ocurre si el receptor incumple la intención del donante en espíritu o en la ley.
- Qué ocurre si las actividades de un donante se consideran incompatibles con las de la misión de la institución.
- En concreto, qué ocurre cuando un receptor es percibido como cómplice o ajeno a las prácticas poco éticas de un donante, y su propio buen nombre queda dañado, especialmente cuando una institución otorga derechos de denominación.
- Qué significa que un donante pueda recibir un quid pro quo por la totalidad o parte de una donación.

## Donaciones efectivas
Elegir a los destinatarios adecuados de la filantropía y garantizar que la ayuda sea eficaz es un problema ético difícil, abordado por primera vez por Aristóteles.

## Prácticas de mercadeo
Las preguntas éticas pueden incluir:  
- cómo compensar a los agentes de recaudación de fondos;
- cómo competir con otras causas;
- cuánto engaño, si lo hay, es aceptable;
- preguntas en torno al uso de algunas imágenes ("pornografía de la pobreza"), incluso si son efectivas.

## Intención del donante
Muchas donaciones van acompañados de una declaración de intenciones, que puede ser un acuerdo legal formal o un acuerdo menos formal. Hasta qué punto el destinatario debe respetar esa intención es una cuestión ética y legal, especialmente a medida que cambian las circunstancias y las normas sociales.[cita requerida]</link>

## Misiones incompatibles
Cuando las actividades de una persona son incompatibles con la misión de una institución, asociarse con ella o aceptar donaciones de ella puede considerarse marketing inapropiado o deshonesto (cfr greenwashing), una forma de conflicto de intereses.
Por ejemplo, los museos para niños generalmente rechazan el patrocinio de fabricantes de comida basura.
Las protestas contra el apoyo de David Koch a la negación del cambio climático forzaron su renuncia de la junta directiva del Museo Americano de Historia Natural.

## Donantes "contaminados"
Los fondos derivados de actividades no éticas, inmorales o delictivas, y los donantes involucrados en ellas, plantean un problema para el receptor, ya que aceptar una donación o continuar beneficiándose de ella puede interpretarse como estar aprovechándose o ignorando la actividad deshonesta. Tales donaciones se han caracterizado como "filantropía tóxica".
Este es un problema en relación con el comportamiento del donante tanto antes como después de la donación. Las instituciones pueden reaccionar devolviendo el dinero, retirando el reconocimiento o reteniendo el dinero.
La familia Sackler ha sido un donante importante de muchas instituciones culturales y educativas, y muchos edificios y programas han recibido su nombre. Su vinculación con la epidemia de opiáceos ha provocado que muchos activistas insten a los receptores a eliminar el nombre Sackler de sus edificios y programas. Algunas instituciones han anunciado que eliminarán el nombre o no aceptarán más donaciones de la familia. Harvard ha dicho que no eliminará el nombre del Museo Arthur M. Sackler porque "el Dr. Arthur Sackler murió antes de que se desarrollara Oxycontin. Su familia vendió su participación en la compañía antes de que se desarrollara la droga... él no tuvo absolutamente nada que ver con todo ello".

Del mismo modo, el delincuente sexual Jeffrey Epstein fue uno de los principales donantes de muchos programas universitarios, incluso después de su condena por delitos sexuales. Después de que se supiera que el director del MIT Media Lab, Joi Ito, estaba al tanto de las fechorías de Epstein y que tomó medidas para seguir solicitar donaciones ocultando su origen, Ito renunció. El MIT y Harvard han iniciado revisiones de las donaciones de Epstein. La revisión del MIT concluyó que:
Dado que el MIT no tenía una política o procesos para manejar donantes controvertidos en ese momento, la decisión de aceptar las donaciones posteriores a la condena de Epstein no puede considerarse una violación de la política. Está claro sin embargo que la decisión fue el resultado de errores de juicio colectivos y significativos que resultaron en un daño grave a la comunidad del MIT.

## Quid pro quo
Los donantes generalmente son reconocidos públicamente por sus donaciones, lo que beneficia su reputación. Se ha debatido que esto debería tratarse como una transacción comercial. Muchos filósofos han argumentado que las donaciones deberían ser anónimas por este motivo. Recibir algo de valor a cambio de una donación también se considera legal y éticamente un quid pro quo.

## Lecturas complementarias
- Peter Singer, "Dinero sucio y filantropía corrupta", Nueva Europa, 7 de febrero de 2019
- Ernie Smith, "En medio del escándalo de Epstein, el grupo de recaudación de fondos se enfoca en la ética en la filantropía", Associations Now, 19 de septiembre de 2019
- Jim Rendon, "Cómo proteger su organización sin fines de lucro de donantes controvertidos", The Chronicle of Philanthropy, 19 de septiembre de 2019